# Tuckernuck Island
Tuckernuck Island – zamieszkana wyspa na terenie hrabstwa Nantucket w Stanach Zjednoczonych.